# Should've Known Better (canção de Richard Marx)
"Should've Known Better" é uma canção escrita, composta e interpretada pelo cantor de rock norte-americano Richard Marx, que lançou em setembro de 1987 como segundo single do seu álbum de estreia auto-intitulado.
A canção alcançou a posição número três na Billboard Hot 100 dos Estados Unidos, bem como sétima posição na Billboard Mainstream Rock Tracks em 1987.
Marx se tornou o primeiro artista solo na história da música a chegar ao topo da Billboard Hot 100 com quatro singles de um álbum de estreia.
O videoclipe da música foi dirigido por Dominic Sena.

## Lançamento e recepção
Lançado no mês de setembro de 1987 como segundo single de seu primeiro álbum solo, "Should've Known Better" entrou na Billboard Hot 100 dos Estados Unidos no dia 26 de setembro de 1987 no número 64, a maior estreia da semana. O single também alcançou o número 20 na parada Adult Contemporary da Billboard. Noutra parte, o single alcançou a 50ª posição no Reino Unido.